# Frullania osumiensis
Frullania osumiensis là một loài rêu tản trong họ Jubulaceae. Loài này được (S. Hatt.) S. Hatt. miêu tả khoa học lần đầu tiên năm 1956.